# بینتا دیارا
بینتا دیارا (انگلیسی: Binta Diarra؛ زادهٔ ۱۵ دسامبر ۱۹۹۴) بازیکن فوتبال اهل مالی است.
وی همچنین در تیم ملی فوتبال Mali بازی کرده‌است.